# Merosargus tripartitus
Merosargus tripartitus är en tvåvingeart som beskrevs av James 1971. Merosargus tripartitus ingår i släktet Merosargus och familjen vapenflugor. Inga underarter finns listade i Catalogue of Life.